# Pirámides bosnias

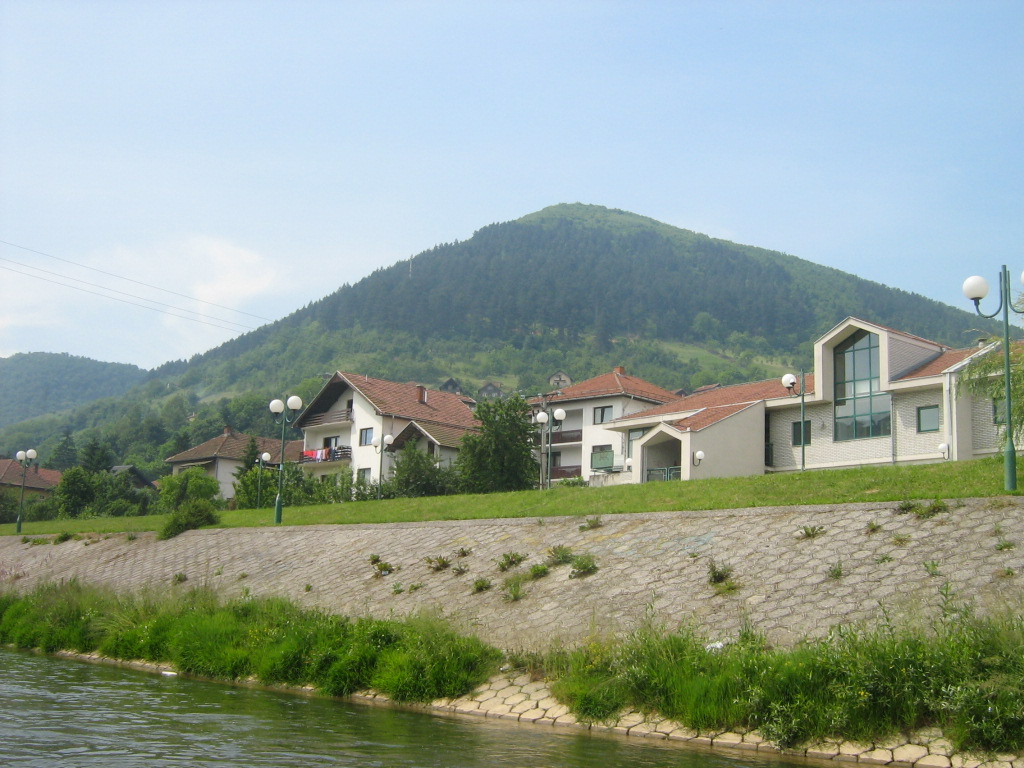
La colina de Visocica en 2007.

Las pirámides bosnias son una afirmación pseudo-arqueológica promovida por el empresario bosnio Semir Osmanagić, consistente en declarar a un grupo de colinas naturales en la población de Visoko en Bosnia-Herzegovina, al noroeste de Sarajevo, como las mayores y más antiguas pirámides humanas construidas en la Tierra. La colina de Visočica (43°58'45.55"N, 18°10'45.09"E) siendo la mayor de ellas. Se convirtió en foco de atención internacional en octubre de 2005, tras una campaña mediática de Osmanagić y sus partidarios.
Osmanagić afirma haber encontrado túneles, bloques de piedra y morteros antiguos, que ha sugerido alguna vez cubrieron la estructura de Visočica. Las excavaciones, abiertas en 2006, han reconfigurado la colina de forma que parezca una pirámide escalonada. Sin embargo, geólogos, arqueólogos y otros científicos han llegado a la conclusión, después de un análisis del sitio, su historia conocida y las excavaciones, que las colinas son formaciones naturales y que no hay señales de construcción humana. La Asociación Europea de Arqueólogos emitió un comunicado considerando la llamada pirámide un "engaño cruel" y protestando por el apoyo de las autoridades bosnias al proyecto.

## Las afirmaciones de Osmanagic
Según Osmanagić las pirámides mesoamericanas y las pirámides egipcias fueron construidas por las mismas personas que la colina Visočica y que esta podría ser "la madre de todas las pirámides".
Osmanagić creó en 2006 la “Fundación Pirámide Bosnia del Sol”, con el plan inicial en el año 2006 de "restaurar la cima de la Pirámide del Sol", antes incluso de conocer la veracidad y características de la supuesta pirámide, actualizando las vías de transporte de la región y creando materiales de propaganda. En 2007 continuaron con las excavaciones y promovieron la colina de Plješevica como la Pirámide de la Luna, abriendo una mayor área de la colina para el acceso del público a la supuesta pirámide. En 2008 centraron las inversiones en el turismo y en 2010 Osmanagić defendió la instalación de una placa de la Unesco para declarar el sitio como Patrimonio de la Humanidad, solicitando también financiación por importe de 100 millones de dólares al gobierno bosnio para los trabajos de excavación y reconstrucción.
Osmanagić ha llamado a la colina Visočica la "Pirámide del Sol" y a dos colinas cercanas, identificadas a partir de satélite y fotografía aérea, la "Pirámide de la Luna" (Plješevica colina) y la "Pirámide Bosnia del Dragón". Además, en sus informes ha mencionado otras dos, la "Pirámide de la Tierra" y la "Pirámide del Amor". Artículos de prensa han citado las afirmaciones de Osmanagić indicando que fueron construidos por los antiguos habitantes de Iliria que, según Osmanagić, vivían en la zona alrededor del 12.000 a. C. hasta 500 a. C., y que la pirámide probablemente fue construida entre esas dos fechas. La fundación ha patentado los nombres que pusieron a la  Pirámide Bosnia del Sol, Pirámide Bosnia de la Luna, Pirámide Bosnia del Dragón, y Valle de las Pirámides de Bosnia.

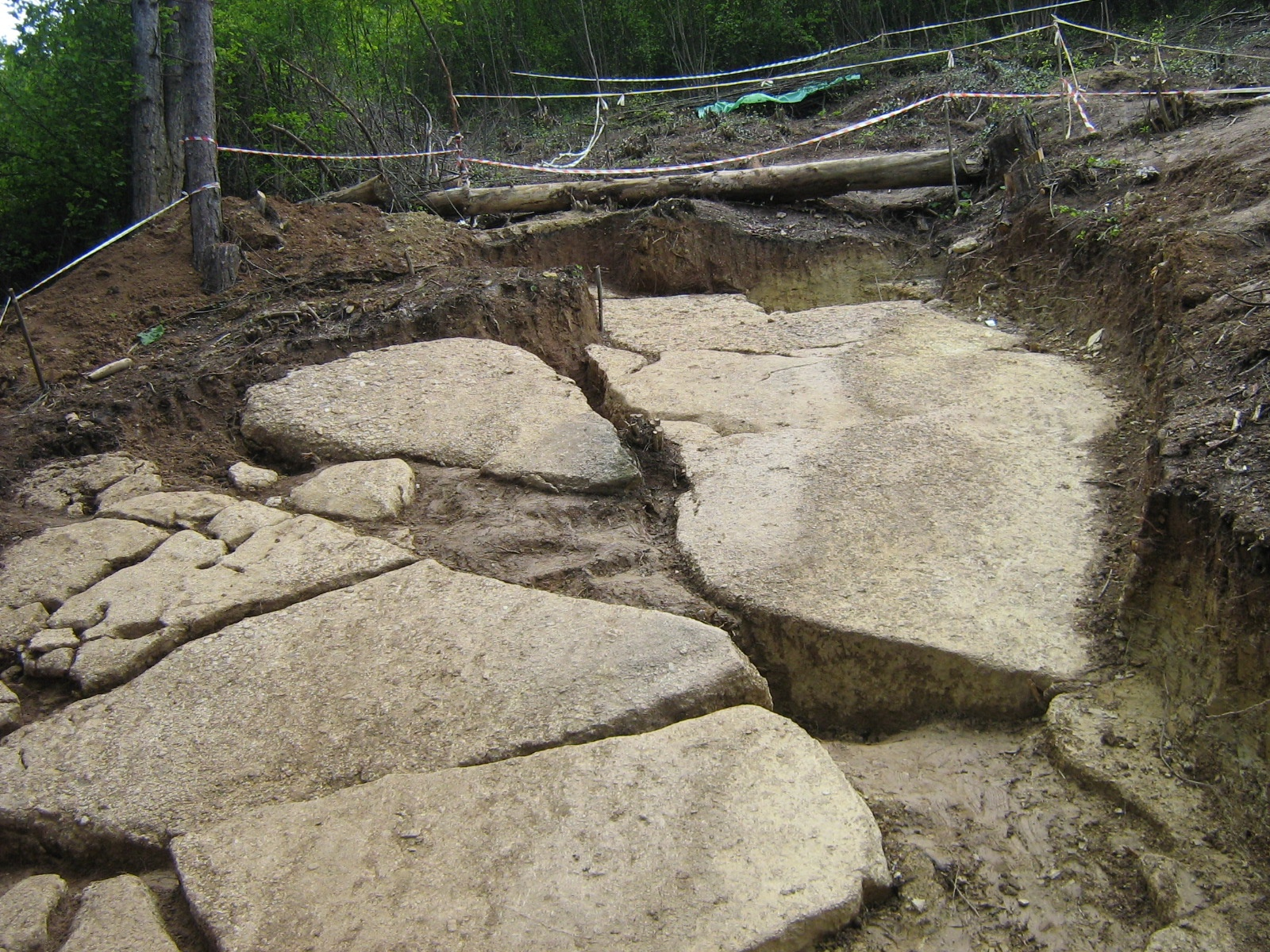
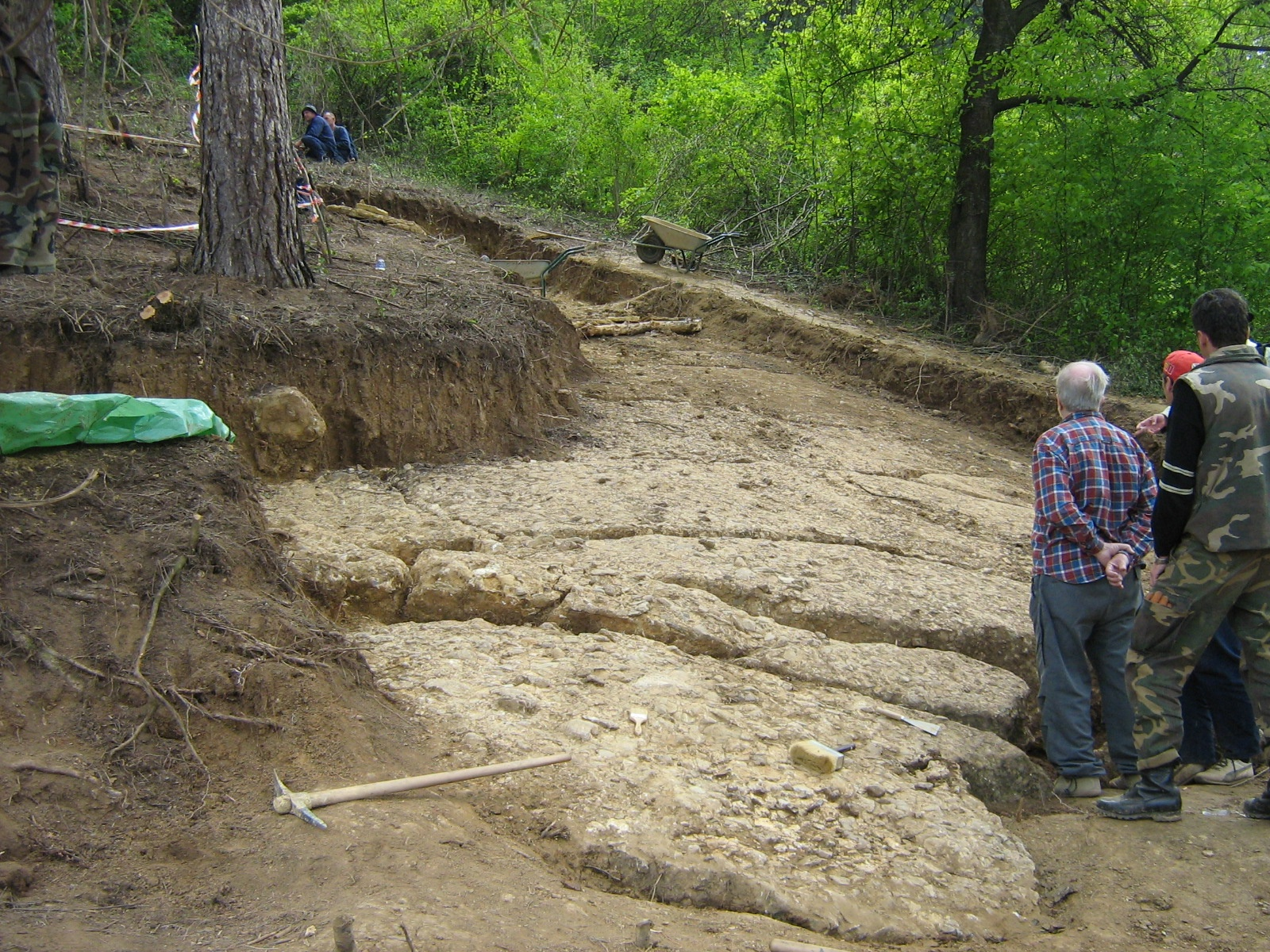
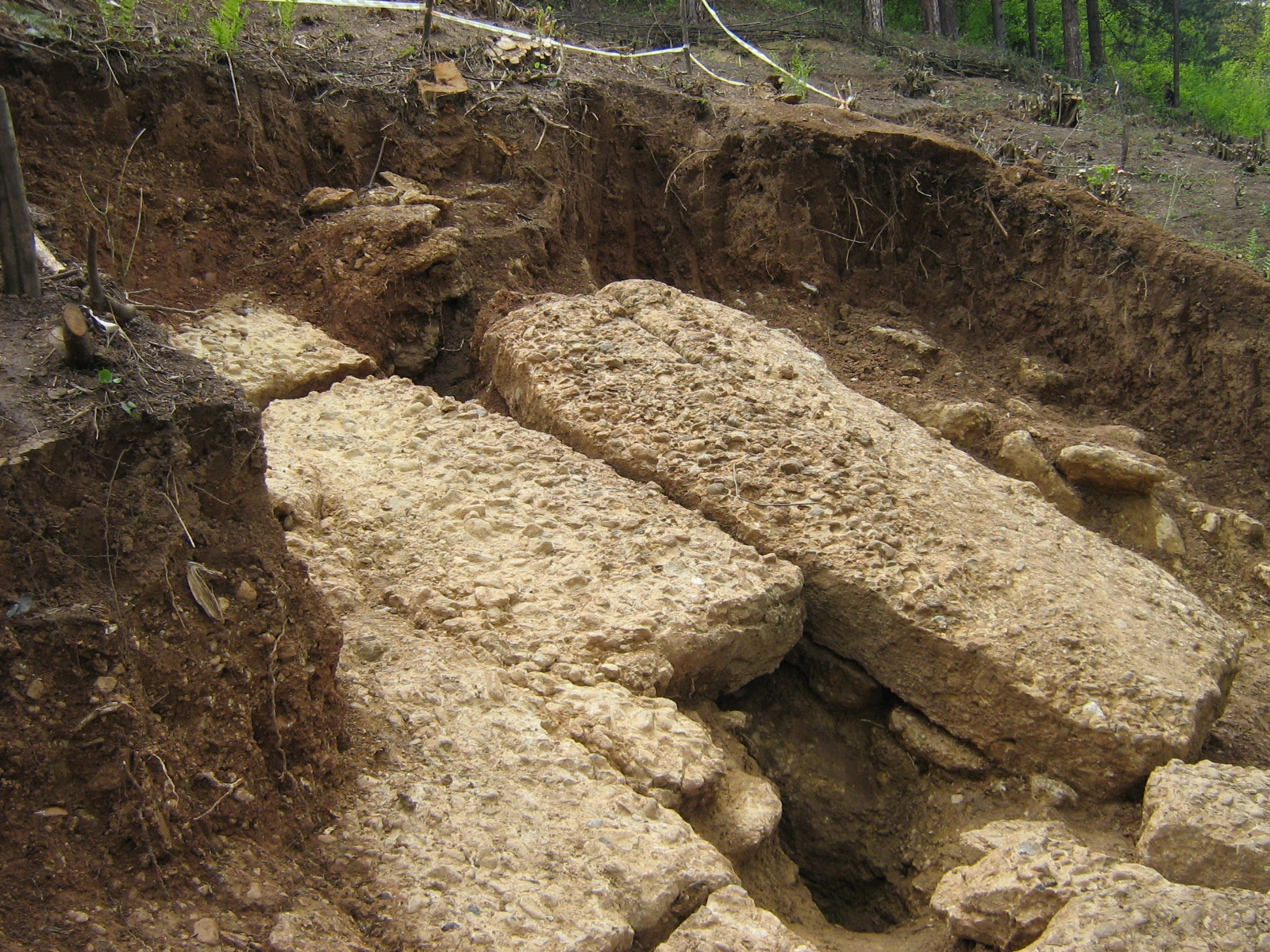
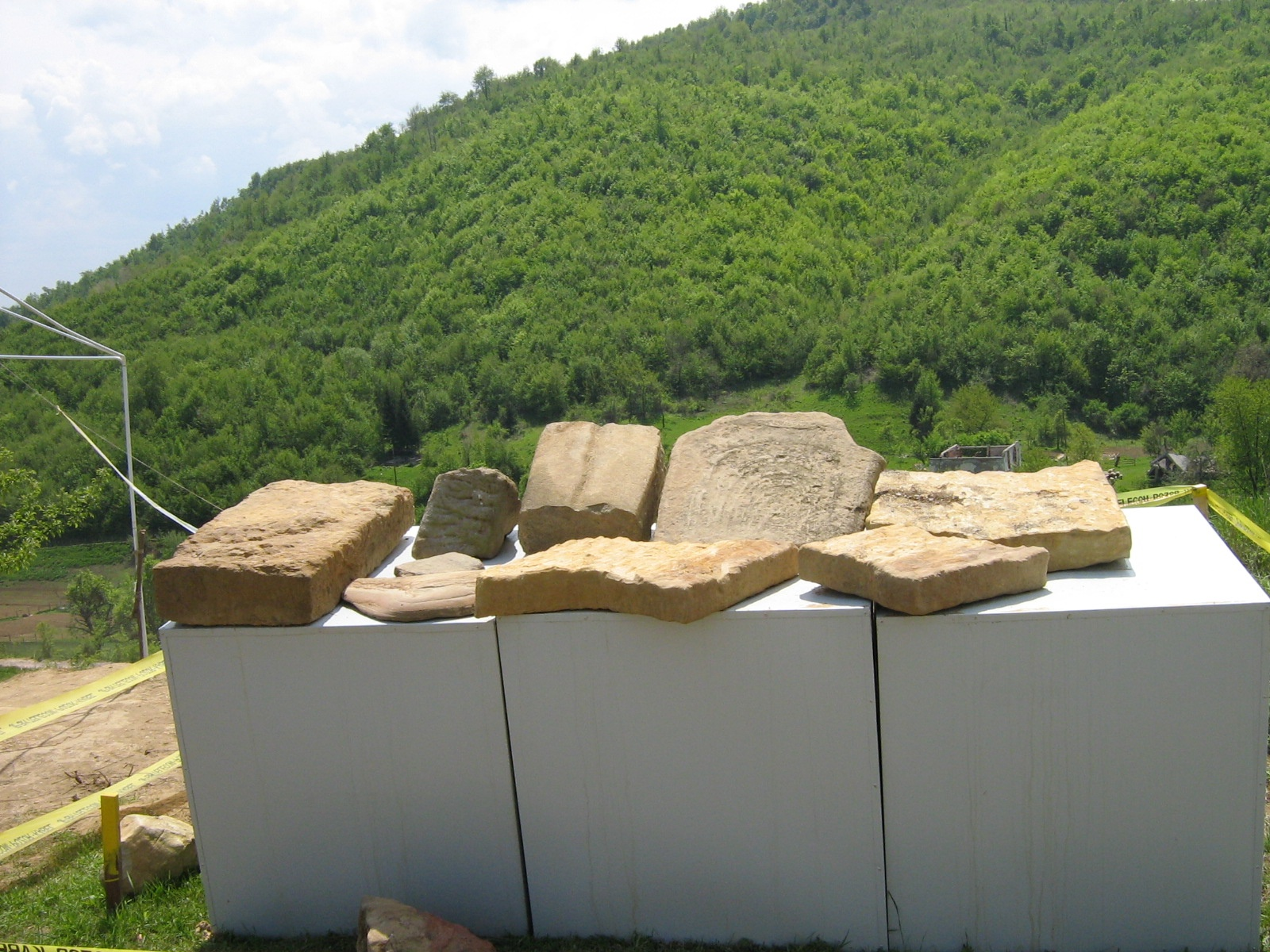

"Pirámide del Sol"

## Rechazo de la comunidad científica
La Asociación Europea de Arqueólogos emitió en 2011 una declaración al respecto de las llamadas "pirámides bosnias":
Nosotros, los abajo firmantes arqueólogos profesionales de todas partes de Europa, queremos protestar enérgicamente por el continuo apoyo de las autoridades bosnias al llamado proyecto de la "pirámide" que se realizan en las colinas de Visoko. Este es un engaño cruel a un público desprevenido y no tiene cabida en el mundo de la ciencia genuina. Es un desperdicio de los escasos recursos que estarían mucho mejor utilizados en la protección del patrimonio arqueológico genuino y está desviando la atención de los problemas acuciantes que afectan a los arqueólogos profesionales en Bosnia-Herzegovina diariamente.
La Declaración fue firmada por Hermann Parzinger, presidente del Instituto Arqueológico Alemán en Berlín, Willem Willems, inspector general de Rijksinspectie Archéologie en La Haya, Jean-Paul Demoule, presidente del Instituto Nacional de Investigaciones archéologiques preventivos (INRAP) en París, Romuald Schild , director del Instituto de Arqueología y Etnología de la Academia de Ciencias de Polonia en Varsovia, Vasil Nikolov, Director del Instituto de Arqueología de la Academia de Ciencias de Bulgaria en Sofía, Anthony Harding, presidente de la Asociación Europea de Arqueólogos, Mike Heyworth, Director del Consejo de Arqueología Británica en York.
Las afirmaciones de Osmanagic, ampliamente difundidas por los medios de comunicación, han sido categóricamente desmentidas por una serie de expertos, quienes lo han acusado de promover nociones pseudocientíficas como por ejemplo asociar las colinas con las pirámides mayas y con los continentes míticos de la Atlántida y Lemuria, declarar que los artefactos descubiertos fueron elaborados alrededor del año 12.000 aC o afirmar que las pirámides bosnias tenían poderes curativos debido a los efectos "bioenergéticos". Científicos afirman que durante esa época transcurría el paleolítico superior y las únicas construcciones eran chozas.
Enver Imamović de la Universidad de Sarajevo, exdirector del Museo Nacional de Sarajevo, considera que las excavaciones podrían dañar sitios históricos como la capital real medieval Visoki, destruyendo un "tesoro nacional". Las excavaciones de los arqueólogos no relacionados con la Fundación en el verano de 2008 descubrieron artefactos medievales e hicieron un llamamiento para que el gobierno cancelase los permisos de excavación de Osmanagic.
Ex empleados de la excavación afirmaron que tallas en piedras que Osmanagic caracteriza como que datan de tiempos antiguos no estaban presentes cuando las piedras se descubrieron en un principio, sino que fueron inscritos más tarde por su equipo.
A pesar de estar completamente repudiado por la comunidad científica, Semir Osmanagic sigue llevando a cabo su proyecto en 2011 y sus excavaciones todavía son financiadas por las autoridades locales, recibiendo visitas escolares.

## Preocupaciones y crítica
Existe gran preocupación por la posible desaparición del "auténtico patrimonio arqueológico” que pueden acarrear estas excavaciones. La Comisión Europea ha publicado por este motivo una lista de 20 lugares de patrimonio bosnio que "requieren urgentemente conservación y/o restauración". La piramidemanía es una "amenaza al legado histórico y cultura existente de Bosnia-Herzegovina", según una carta de protesta de Miracle a las Naciones Unidas en 2006.